# مفطورة عنزية
مفطورة عنزية (بالإنجليزية: Mycoplasma capricolum)‏ هي نوع من البكتيريا، سلبية الغرام، تتبع المفطورة.